# The Remix (Ariana Grande)
The Remix è il primo album di remix della cantante statunitense Ariana Grande. Contiene 15 remix dei suoi singoli del primo album del 2013, Yours Truly, e del suo secondo album del 2014, My Everything.
È stato pubblicato esclusivamente in Giappone, posizionandosi al numero 32 nella classifica Oricon Albums Chart.

## Tracce
1. The Way (Sidney Samson Remix) – 5:19
2. Right There (7th Heaven Radio Mix) – 4:04
3. Right There (Ralphi Rosario Radio) – 3:47
4. Baby I (Cosmic Dawn Radio Edit) – 3:59
5. Baby I (A Director's Cut Radio Edit) – 3:48
6. Problem (Wayne G Radio Edit) – 3:08
7. Problem (Dave Audé Twerk Edit) – 3:15
8. Problem (Dawin Remix) – 3:25
9. Break Free (Zedd's Extended Mix) – 4:55
10. Bang Bang (Dada Life Remix) – 3:35
11. Bang Bang (3LAU Remix) – 3:06
12. Love Me Harder (Kassiano Remix) – 3:37
13. Love Me Harder (Gregor Salto Amsterdam Mix) – 4:15
14. Love Me Harder (DJ Class Remix) – 3:29
15. One Last Time (Gazzo Remix) – 4:06

## Classifiche
| Classifica (2015) | Posizione massima |
| ----------------- | ----------------- |
| Giappone          | 32                |

## Date di pubblicazione
| Paese    | Data           | Formato                      | Fonte |
| -------- | -------------- | ---------------------------- | ----- |
| Giappone | 25 maggio 2015 | Download digitale, streaming | [ 1 ] |
| Giappone | 3 giugno 2015  | CD                           | [ 4 ] |